# Carla Matadinho
Carla Matadinho (Évora, 16 de Dezembro de 1982) é uma modelo portuguesa eleita Miss Playboy Tv Portugal em 2002. É atualmente diretora da Yellow Star Company.
Apesar de ter nascido em Évora, as suas memórias de infância são em Alcáçovas. As suas medidas são 86-60-90. Carla Matadinho foi finalista do concurso Miss Portugal no ano 2000, ficando como suplente. Na televisão ganhou visibilidade como atriz e apresentadora.
É licenciada em Sociologia, curso que terminou em 2009, tem uma pós-graduação em televisão e estudou ainda Reportagem para Televisão no CENJOR - Centro Protocolar de Formação Profissional para Jornalistas.

## Biografia
A morte do pai, que se suicidou quando Carla tinha apenas cinco anos, deixou uma marca profunda para sempre na vida da modelo. Muito por culpa da má-relação que tinha com a mãe, que padecia de problemas mentais, acabou por sair de casa em tenra idade, aos 12 anos e foi viver para uma residência estudantil interna em Évora. Tem seis irmãos, todos de pais diferentes.
Começou a dar os primeiros passos na moda aos 14 anos. A sua vida esteve envolta em polémica quando, no início do ano 2000, fotografias e vídeos de cariz sexual com um antigo namorado foram tornadas públicas.
Aos 19 anos venceu o Miss Playboy TV Portugal 2002, tornando-se a primeira Miss Playboy portuguesa. Tem uma carreira consistente no mundo da moda, fazendo parte da agência Best Models. Dois anos antes, havia sido finalista do concurso Miss Portugal, ficando como suplente.
Carla Matadinho representou papéis cómicos em diversas séries de onde se destaca a série Maré Alta (2004) que a SIC transmitiu, mas também as séries "Floribela" (2007) e "Camilo - O Presidente" (2009-2011). Participou ainda no filme de Fernando Fragata, Sorte Nula (2004).
Em 2008, estreou-se como apresentadora de televisão na SIC com o programa "Carlsberg Cup", mas esse projecto acabou em 2009.
Em 2010, deu o rosto a um novo projecto na SIC como co-apresentadora do programa "Mesmo a Tempo". Na RTP fez o programa "Novas Direcções", tendo depois também o espaço "Mamã Cheguei" no programa Praça da Alegria.
É atualmente diretora da Yellow Star Company, uma empresa produtora de eventos que explora o Teatro Armando Cortez, na Casa do Artista, em Lisboa, bem como tem a cargo a gestão do Centro Cultural da Malaposta, em Odivelas, entre outros.

## Vida pessoal
É casada com o empresário, encenador e produtor Paulo Sousa e Costa, de quem tem dois filhos: Letícia (nascida em 2013) e Sebastião (nascido em 2016).